# Bill Floyd
William Bertram Floyd (born  1885) là một cầu thủ bóng đá người Anh. Sinh ra ở Frodingham, Lincolnshire, thi đấu 97 trận ở Football League cho Gainsborough Trinity trong 2 lần vào năm 1904 và năm 1912, và cũng có khoảng thời gian dài với New Brompton của Southern League, nơi ông có 99 lần ra sân ở Giải vô địch và ở Cúp FA.